# Agustín de Semir
Agustín de Semir Rovira (Barcelona, 1918 - ibídem, 17 de agosto de 2006) fue un abogado español conocido por su participación en la lucha antifranquista.

## Biografía
Abogado, como su padre, cristiano, comunista y luchador por las libertades, tuvo un papel destacado en multitud de iniciativas unitarias como la Asamblea de Cataluña. Por esta militancia, fue detenido y encarcelado en el año 1973, en la famosa "batuda dels 113". En el 1975 fue uno de los fundadores de la Asociación catalana de Expresos políticos, de la cual fue secretario. 
Fue regidor del ayuntamiento de Barcelona del 1954 hasta el 1958, cuando el franquismo, obligado por su contexto internacional, se vio obligado a dar unos primeros y tímidos pasos de obertura. Volvió a serlo, ya en democracia, de 1979 a 1982, con el PSUC. Su hijo Vladimir de Semir, periodista científico, siguió su camino y fue regidor de Ciudad del Conocimiento, del mismo ayuntamiento en el mandato 1999-2003. 
Fue también director de servicios sociales de la Generalitat restaurada y diputado provincial responsable de Sanidad. Desde este cargo impulsó la reforma de la asistencia psiquiátrica, con la creación de centros de día y la modernización de los centros asistenciales.